# Adrian Forbes
Adrian Alcino Forbes (Spanish Town, 25 maggio 1988) è un cestista giamaicano.

## Carriera
Con la Giamaica ha disputato i Campionati americani del 2013.